# Puebla Air Lines
Puebla Air Lines (PAL Aerolíneas, S.A de C.V.) fue una aerolínea mexicana con sede en Puebla de Zaragoza. Inició operaciones en 1985 y mantuvo las mismas de manera regular hasta 1995.

## Historia
La aerolínea fue fundada en 1984 y comenzó sus operaciones comerciales en 1985. A principios de la década de 1990, la aerolínea fue vendida y se convirtió en una filial de TAESA, hasta el colapso de PAL en junio de 1995. La aerolínea continuó realizando vuelos chárter internacionales hasta 2001 entre México y Estados Unidos, de conformidad con la Parte 129 del Título 14 del CFR.  La Parte 129 del Título 14 del CFR dice: "Transportistas aéreos extranjeros y operadores extranjeros de aeronaves registradas en los EE. UU. que realizan transporte común". 

## Destinos
- Cancún – Aeropuerto Internacional de Cancún
- Chihuahua – Aeropuerto Internacional de Chihuahua
- Guadalajara – Aeropuerto Internacional de Guadalajara
- Ciudad de México – Aeropuerto Internacional de la Ciudad de México
- Monterrey – Aeropuerto Internacional de Monterrey
- Morelia – Aeropuerto Internacional General Francisco Mujica
- Puebla – Aeropuerto Internacional de Puebla
- Querétaro – Aeropuerto Internacional Ing. Fernando Espinoza Gutiérrez
- Tijuana – Aeropuerto Internacional de Tijuana

## Flota
- 2 Boeing 727